# Suzan-Lori Parks
Pour les articles homonymes, voir Parks.
Suzan-Lori Parks, née le 10 mai 1963, est une dramaturge, réalisatrice, musicienne et romancière américaine.
Sa pièce Topdog/Underdog remporte le Prix Pulitzer de l'œuvre théâtrale en 2002. Elle est la première Afro-Américaine à recevoir ce prix.

## Biographie
Suzan-Lori Parks naît à Fort Knox dans le Kentucky. Elle grandit dans une famille militaire de trois enfants. Enfant, elle aime déjà écrire des poèmes ainsi que des chansons et elle crée un journal, du nom de Daily Daily avec son frère. Suzan-Lori Parks poursuit ses études secondaires en Allemagne de l'Ouest, où son père, officier de carrière de l'United States Army, est basé. Cette expérience lui enseigne « ce que ça fait de ne se sentir ni blanche ni noire, mais simplement étrangère » (« what it feels like to be neither white nor black, but simply foreign »),. Après son retour aux États-Unis, la famille de Suzan-Lori Parks déménage fréquemment et elle est scolarisée successivement au Kentucky, au Texas, en Californie, en Caroline du Nord, dans le Maryland et dans le Vermont. Elle obtient son diplôme de fin d'études de la The John Carroll School (en) en 1981, alors que son père est basé à Aberdeen Proving Ground,.
À l'école secondaire, au moins un de ses professeurs décourage Suzan-Lori Parks d'étudier la littérature, mais, après la lecture de La Promenade au phare de Virginia Woolf, elle s'éloigne de ses intérêts pour la chimie pour se tourner vers l'écriture. Suzan-Lori Parks rejoint ensuite Mount Holyoke College où elle devient membre de la fraternité Phi Beta Kappa. Elle obtient son diplôme, un Bachelor of Arts en littérature anglaise et littérature allemande, en 1985. Elle suit les cours de James Baldwin, qui l'encourage à devenir dramaturge. Suzan-Lori Parks est d'abord récalcitrante à l'idée d'écrire pour le théâtre, affirmant que « c'est beaucoup de gens trop maniérés qui portent des vêtements des petits costumes amusants et parlent avec de petites voix amusantes même s'ils viennent, par exemple de New York ou du New Jersey et qu'[elle] n'a pas de respect pour cela » (« where a lot of people with too much attitude wore funny clothes and funny little costumes, and they talked with funny little voices even though they were from, like, New York or New Jersey. And I didn't respect that. »). Suzan-Lori Parks commence à suivre les cours de James Baldwin et, à sa demande, commence à écrire des pièces de théâtre. Plus tard, James Baldwin dira d'elle qu'elle est « une créature absolument étonnante et belle qui pourrait devenir l'une des artistes les plus précieuses de notre époque » (« an utterly astounding and beautiful creature who may become one of the most valuable artists of our time »). Suzan-Lori Parks suit ensuite des cours de théâtre pendant un an au Drama Studio London (en),,.
Suzam-Lori Parks dit avoir également été influencée par Wendy Wasserstein, une diplômée de Mount Holyoke en 1971, qui a remporté le Prix Pulitzer en 1989 pour sa pièce The Heidi Chronicles. Elle attribue également son succès à une de ses professeures de Mount Holyoke, Leah Blatt Glasser (en).
En 2001, Suzan-Lori Parks épouse le musicien de blues Paul Oscher (en), dont elle divorce en 2010. En 2017, elle épouse Christian Konopka, avec lequel elle a un enfant.
Elle enseigne la dramaturgie à la Tisch School of the Arts au Rita & Burton Goldberg Department of Dramatic Writing.
Suzan-Lori Parks fait remarquer dans une interview que son nom s'écrit avec un « Z » du fait d'une erreur d'impression survenue au début de sa carrière :

« When I was doing one of my first plays in the East Village, we had fliers printed up and they spelled my name wrong. I was devastated. But the director said, « Just keep it, honey, and it will be fine ». And it was. »

— Suzan-Lori Parks

« Alors qu'une de mes premières pièces était jouée à Greenwich Village, nous avons imprimé des prospectus et mon nom a été mal orthographié. J'étais dévastée. Mais le metteur en scène m'a dit : « Alors garde-le [ce nom], chérie, et tout ira bien ». Et ce fut le cas. »

— Suzan-Lori Parks (Traduction libre)
.

## Carrière
Suzan-Lori Parks écrit quatre scénarios de films et de nombreuses pièces de théâtre. Son premier scénario pour le cinéma est celui du film Girl 6 de Spike Leesorti en 1996. Elle travaille ensuite pour la société d'Oprah Winfrey, Harpo Productions, sur les scénarios d' Une femme noire (en) en 2005 et The Great Debaters en 2007,
Suzan-Lori Parks devient en 2002 la première afro-américaine à recevoir le Prix Pulitzer de l'œuvre théâtrale pour sa pièce Topdog/Underdog. Elle reçoit de nombreuses autres récompenses, notamment la Bourse MacArthur (MacArthur Foundation "Genius" Grant) en 2001. Elle est la gagnante du Prix PEN (Poets, Essayists and Novelists (PEN) America Literary Awards) en 2017 dans la catégorie « Master American Dramatist ». Elle reçoit en 2018 le Steinberg Distinguished Playwright Award, récompense biennale accordée à « des dramaturges reconnus dont le corpus représente une contribution significative au théâtre américain » (« established playwrights whose body of work has made significant contributions to the American theatre »).

### Betting on the Dust Commander
Bien que Betting on the Dust Commander ne soit pas la première pièce écrite par Suzan-Lori Parks, c'est la première de ses pièces à être produite. La production de sa première pièce, The Sinner's Place, qu'elle écrit dans le cadre d'un projet d'étude à Mount Holyoke, est rejetée par le département théâtre de son école, car elle est considérée comme trop expérimentale car Suzan-Lori Parks veut de la saleté sur la scène pendant la représenation. Quand sa seconde pièce Betting on the Dust Commander est jouée pour la première fois, elle se produit durant trois soirée dans un bar du Manhattan's Lower East Side appelé Gas Station. C'est une courte pièce en un seul acte, qui se déroule dans le Kentucky, et dont l'action est centrée sur la vie d'un couple, Mare et Lucius, qui sont mariés depuis 110 ans. Le style propre à Suzan-Lori Parks traverse le texte par son usage d'un dialecte spécifique et l'incorporation de sons de reniflements et d'éternuement dans les dialogues. Le titre de la pièce provient du cheval qui a gagné le Derby du Kentucky en 1970, Dust Commander (en). La pièce débute par le couple évocant ce derby, auquel remonte leur rencontre et la discussion à son sujet amène le couple à revisiter les souvenirs de ces nombreuses années passées ensemble. Le motif de la poussière ainsi que de nombreuses répliques de la pièce sont volontairement répétés dans tout le texte. Suzan-Lori Parks ne donne aucune information au public sur les raisons de la longévité de ces deux personnages, déstabilisant ainsi tout sens linéaire de la mémoire et du temps. Elle complique la vision du public sur l'histoire, les relations et le passé; certains soutiennent que l'incorporation par Suzan-Lori Parks de ces éléments et le style répétitif du texte rappellent les rituels africains et la façon dont leurs récits incorporent souvent le passé d'une manière littérale,.

### Topdog/Underdog
Topdog/Underdog est une des pièces les plus connues de Suzan-Lori Parks. Admiratrice d'Abraham Lincoln, elle pense qu'il a laissé un héritage pour les descendants des esclaves. Topdog/Underdog explique en quoi consiste cet héritage. La pièce raconte l'histoire de deux frères afro-américains, Lincoln et Booth. Lincoln travaille dans une boutique, vêtu comme Abraham Lincoln et se fait tirer dessus au pistolet en plastique par les touristes. Il a obtenu cet emploi, car l'employeur le rémunère moins que l'employé blanc qui travaillait à ce poste avant lui. Suzan-Lori Parks ne juge pas Lincoln dans la pièce, mais préfère l'introduire dans la vie des autres personnages et voir comment ils en sont affectés. Elle affirme : « Lincoln est proche d'une figure mythique. À l'époque de la tragédie grecque, ils avaient Apollon, Médée et Oedipe - ces personnages plus vrais que nature qui parcouraient la terre et discouraient - et ils en ont fait des œuvres théâtrales. Shakespeare mettait en scène des rois et des reines. Lincoln, pour moi, est de cette trempe. » (« Lincoln is the closest thing we have to a mythic figure. In days of Greek drama, they had Apollo and Medea and Oedipus – these larger than life figures that walked the earth and spoke – and they turned them into plays. Shakespeare had kings and queens that he fashioned into his stories. Lincoln, to me, is one of those »). Elle affirme encore que Lincoln « a créé une ouverture grâce à ce trou dans sa tête » (« created an opening with that hole in his head »). Elle fait valoir que tout ce que nous faisons doit passer par tout le reste, comme dans le chas d'une aiguille. Elle dit que nous sommes tous passés par le trou dans la tête de Lincoln lors de notre voyage vers tout ce qui nous attend. Comme beaucoup d'autres de ses pièces Topdog/Underdog emmène ses personnages dans une quête vers la recherche de qui ils sont et les conduit à examiner les histoires et les expériences qui ont façonné leurs vies. Plus que tout, elle pense que nous avons une relation importante avec le passé.

### 365 Plays/365 Days
Suzan-Lori Parks décide de se soumettre à l'exercice d'écrire 365 pièces en 365 jours, d'où le titre de la pièce 365 Plays/365 Days. Elle prend cette décision peu après la parution de son livre Getting Mother's Body (en). Elle se tient à son programme et parvient à réaliser son défi. Elle écrit partout où elle peut : en route, dans des chambres d'hôtel, à bord de différents moyens de transport. Le résultat final est joué dans plus de 700 théâtres autour du monde.
La pièce est jouée par 725 troupes, à tour de rôle jusqu'à ce que tout le cycle soit exécuté. Les représentations commencent en 2006 et passent notamment par le Denver Center Theatre Company, des écoles secondaires en Angleterre ainsi qu'en Australie et le Steel City Theatre Company à Pueblo (Colorado). D'autres représentations ont lieu au Steppenwolf Theatre Company (en), au Goodman Theatre à Chicago et au Center Theater Group à Los Angeles. Les pièces sont présentées au Public Theater de New York en novembre 2006, mises en scène par Michael Greif.

### Father Comes Home From the Wars, Parts 1, 2 & 3
Father Comes Home From the Wars, Parts 1, 2 & 3 sont présentées off-Broadway au Public Theater du 14 au 22 mars 2014, comme une production en développement. Mises en scène par Jo Bonney (en), avec Sterling K. Brown (dans le rôle du Héros), Peter Jay Fernandez (dans le rôle du plus vieux des vieux (Oldest Old Man)), Russell G. Jones (Le Chef / le Fuyard) et Jacob Ming-Trent (L'esclave fugitif / Le chien Odysée / Le quatrième). La pièce revient au Public Theater le 14 octobre 2014 et y est jouée jusqu'au 7 décembre, avec le même metteur en scène et la même distribution. Jacob Ming-Trent remporte le 2015 Lucille Lortel Award (en) en 2015 pour sa performance exceptionnelle d'acteur dans cette pièce (Outstanding Featured Actor in a Play) et Suzan-Lori Parks remporte, en 2015 également, le Obie Award de l'écriture dramatique remis par l'American Theatre Wing. La pièce, dont l'action se déroule pendant la Guerre de Sécession est présentée en trois parties : Partie 1, A Measure of a Man; Partie 2, The Battle in the Wilderness; Partie 3, The Union of My Confederate Parts. Du 15 septembre au 22 octobre 2016, la première londoniene de la pièce est jouée au Royal Court Theatre. La distribution réunit Steve Toussaint, Nadine Marshall, Leo Wringer, Sibusiso Mamba, Tom Bateman et Jimmy Akingbola (en).
La pièce est finaliste du Prix Pulitzer de l'œuvre théâtrale en 2015. Le jury du Pulitzer décrit la pièce en ces termes : « Une épopée originale et lyrique sur un esclave pendant la Guerre de Sécession qui aborde habilement les questions d'identité, de pouvoir et de liberté avec un mélange d'humour et de dignité » (« A distinctive and lyrical epic about a slave during the Civil War that deftly takes on questions of identity, power and freedom with a blend of humor and dignity »).

## Œuvres

### Théâtre
- The Sinner's Place (1984)
- Betting on the Dust Commander (1987)
- Imperceptible Mutabilities in the Third Kingdom (1989)
- The Death of the Last Black Man in the Whole Entire World A.K.A. The Negro Book Of The Dead (en) (1989–1992)
- Pickling (1990) (radio play)
- Third Kingdom (1990) (radio play)
- Locomotive (1991) (radio play)
- Devotees in the Garden of Love (1992)
- The America Play (en) (1994)
- Venus (en) (1996)
- In The Blood (en) (1999)
- Fucking A (en) (2000)
- Topdog/Underdog (1999)
- 365 Days/365 Plays (2002-2003)
- Unchain My Heart (The Ray Charles Musical) (2007)
- The Book of Grace (2010)
- Porgy and Bess (2011) (Book Adaptation)
- Father Comes Home from the Wars (Parts 1, 2, and 3) (2014)
- White Noise (2019) (Off-Broadway) (remporte, en 2019, un Obie Award, catégorie « Playwriting »)[34]

### Scénarios
- Girl 6 (1996)
- Une femme noire (en) (Titre original : Their Eyes Were Watching God) (2005)
- Native Son (2019)
- The United States vs. Billie Holiday (2021)

### Essais
- (en) Oprah.com, « Suzan-Lori Parks's Aha! Moment » (consulté le 20 mai 2021).
- (en) Mount Holyoke College, « Commencement Speech to the Mount Holyoke College Class of 2001 ».
- (en) « An Equation for Black People Onstage », The America Play and Other Works, New York, Theatre Communications Group,‎ 1995, p. 19–22.
- (en) « From the Elements of Style », The America Play and Other Works, New York, Theatre Communications Group,‎ 1995, p. 6–18.
- (en) « Possession », Theatre Communications Group, New York, Theatre Communications Group,‎ 1995, p. 3–5.
- (en) « Tradition and the Individual Talent », Theater, vol. 29, no 2,‎ 1999, p. 26–33.

### Romans
- Getting Mother's Body: A Novel, New York, Random House, 2003 (ISBN 1-4000-6022-2, lire en ligne )

## Récompenses
- 1990 : Obie Award « Best New American Play » pour Imperceptible Mutabilities in the Third Kingdom
- 1992 : Whiting Award (en)
- 1995 : Lila-Wallace Reader's Digest Award
- 1996 : Obie Award, catégorie « Playwriting » pour Venus
- 2000 : Guggenheim Fellowship catégorie « Playwriting »
- 2000 : Finaliste du Prix Pulitzer de l'œuvre théâtrale avec In The Blood
- 2001 : MacArthur Foundation "Genius" Grant
- 2002 : Prix Pulitzer de l'œuvre théâtrale pour Topdog/Underdog
- 2002 : Drama Desk Award Outstanding « New Play nomination » pour Topdog/Underdog
- 2002 : Nomination au Tony Award for Best Play pour Topdog/Underdog
- 2006 : Eugene McDermott Award in the Arts from the Council for the Arts at MIT (CAMIT)
- 2007 : Médaille d'argent de l'American Academy of Achievement[35]
- 2008 : NAACP Theatre Award (en) pour Ray Charles Live! A New Musical
- 2015 : Edward M. Kennedy Prize for Drama Inspired by American History pour Father Comes Home From the Wars, Parts 1, 2 & 3[36]
- 2015 : Dorothy and Lillian Gish Prize (en)[37]
- 2015 : Nomination au Lucille Lortel Outstanding Play Award pour Father Comes Home From the Wars, Parts 1, 2 & 3
- 2015 : Finaliste du Prix Pulitzer de l'œuvre théâtrale avec Father Comes Home From the Wars, Parts 1, 2 & 3
- 2017 : PEN/Laura Pels International Foundation for Theater Award (en) for Master American Dramatist
- 2018 : Prix de littérature Windham-Campbell catégorie « Drama »[38]
- 2019 : Outer Critics Circle Award, Outstanding New Off-Broadway Play pour White Noise[39]